# 弱冠螳属
弱冠螳属（学名：Amphecostephanus）为色翅螳科的一个属。

## 下属物种
本属包括以下物种：
- Amphecostephanus rex Rehn, 1912